# Косенков, Всеволод Тихонович
Всеволод Тихонович Косенков (19 марта 1930, Калуга, Московская область — ноябрь 1995, Санкт-Петербург) — советский и российский шахматист, мастер спорта СССР (1962) и гроссмейстер ИКЧФ (1979). По образованию инженер-энергетик.

## Биография
Жил в Куйбышеве, по состоянию на 1963 год представлял спортивное общество «Труд»; позже переехал в Ленинград.
Добился больших успехов в заочных шахматах.
Серебряный призёр 9-го чемпионата СССР (1969—1970 гг.).
Серебряный призёр 8-го чемпионата Европы (1971—1975 гг.).
Бронзовый призёр 8-го чемпионата мира (1975—1980 гг.).
В составе сборной РСФСР победитель 3-го, 4-го и 6-го командных чемпионатов СССР, серебряный призёр 5-го командного чемпионата СССР.
Был включён в состав команды СССР для выступления в финале 9-го командного чемпионата мира (заочной олимпиады), но из-за тяжёлой болезни прекратил участвовать в соревнованиях.
В 1997—2002 годах прошёл Мемориал Косенкова (15 участников, круговая система, победил Виктор Володин).

## Спортивные результаты
Соревнования по переписке:
| Год       | Соревнование                                            | +  | −  | = | Результат | Место                           |
| --------- | ------------------------------------------------------- | -- | -- | - | --------- | ------------------------------- |
| 1969—1970 | 9-й чемпионат СССР                                      | 12 | 3  | 3 | 13½ из 18 | 2                               |
| 1970—1973 | 3-й командный чемпионат СССР (сборная РСФСР, 4-я доска) |    |    |   | 8½ из 12  | Команда — чемпион               |
| 1971—1972 | 10-й чемпионат СССР                                     | 3  | 12 | 5 | 5½ из 20  | 18—20                           |
| 1971—1975 | 8-й чемпионат Европы                                    | 8  | 0  | 6 | 11 из 14  | 2                               |
| 1973—1974 | Полуфинал 12-го чемпионата СССР                         | 2  | 6  | 7 | 5½ из 15  | 12                              |
| 1973—1975 | 4-й командный чемпионат СССР (сборная РСФСР, 3-я доска) |    |    |   | 10 из 12  | 1 на доске, команда — чемпион   |
| 1975—1978 | 5-й командный чемпионат СССР (сб. РСФСР, 3-я доска)     | 6  | 2  | 4 | 8 из 12   | 3 на доске, команда — 2-я       |
| 1975—1980 | 8-й чемпионат мира                                      | 7  | 0  | 7 | 10½ из 14 | 3                               |
| 1978—1981 | 6-й командный чемпионат СССР (сборная РСФСР, 1-я доска) |    |    |   | 10 из 16  | 2—5 на доске, команда — чемпион |

Соревнования за доской:
| Год  | Город     | Соревнование         | + | − | = | Результат | Место |
| ---- | --------- | -------------------- | - | - | - | --------- | ----- |
| 1957 | Краснодар | 17-й чемпионат РСФСР |   |   |   | 6 из 17   | 16    |